# Bratski (Yeisk)
Bratski (del ruso: Братский) es un posiólok del raión de Yeisk del krai de Krasnodar, en Rusia. Está situado en la orilla derecha del río Yáseni, en la península de Yeisk, 20 km al sur de Yeisk y 172 km al noroeste de Krasnodar, la capital del krai. Tenía 521 habitantes en 2010.
Pertenece al municipio Yéiskoye.